# Caserío Etxandi
El caserío Etxandi en el barrio Terlegiz de Cortézubi (Vizcaya, España) se caracteriza por su arquitectura popular con soportal central y su estructura de postes enterizos. 

## Descripción
Es un caserío con cubierta a dos aguas y cola de milano que consta de planta baja, primera y bajocubierta. Presenta una composición simétrica de planta rectangular con un alero en vuelo en la fachada principal y una gran adaptación al desnivel del terreno. El caserío es de mampostería con empleo de pequeños sillares en los ángulos y un entramado de madera con plementería de argamasa, ladrillo macizo y mampuesto en la planta primera y bajo cubierta.
La fachada principal se orienta al sudeste y se divide en tres tramos. El tramo central es de mayor anchura y queda enmarcado por dos postes enterizos de madera, sobre bases pétreas, que alcanzan la altura de la cubierta. Tiene un característico soportal adintelado de entrada que ocupa toda la planta baja de este tramo, formado por una viga de madera con una columna central toscana con capitel de volutas. En el centro de la fachada hay un pequeño balcón discordante de hormigón con dos puertas de acceso. Los dos tramos laterales constan de un muro de mampostería en la base, sobre el que se apoya un entramado de madera. El lateral izquierdo tiene anexo un cobertizo a dos aguas que rompe la simetría de la fachada. El tramo derecho tiene una ventana no original en la planta baja y una ventana casi cuadrada en la planta primera. Posiblemente existió otra similar en el tramo izquierdo. La bajocubierta presenta en el tramo central dos riostras inclinadas hacia el eje de la fachada con un cierre de tablazón por encima del antepecho y dos pequeños vanos en los laterales. El alero ha perdido los jabalcones originales pero se conservan sus cajeados. La fachada se revoca en color blanco.
La fachada lateral nordeste es un muro de mampostería sin revoco con una altura, a modo de zócalo, y sobre él un pequeño paño rehundido. Tiene pocos huecos y destaca una ventana con cercos de sillería y el volumen saliente de los aseos. La fachada trasera está construida en mampostería. Es totalmente ciega salvo dos ingresos adintelados diferentes y refleja la cola de milano de la cubierta. La fachada lateral sudoeste, de mayor altura, es un muro de mampostería en la planta baja y de entramado de madera con montantes verticales y plementería de ladrillo en la planta superior. En la parte derecha de la planta baja hay dos ventanas y un acceso recercado en sillares y en la planta superior hay huecos de palomar en la parte izquierda mientras en la central y derecha hay un balcón y algunos vanos entre los montantes. Interiormente destaca la estructura principal de madera con diversos postes enterizos, pies derechos, jabalcones y uniones con ensamblajes.